# Pectinokhosara
Pectinokhosara – wymarły rodzaj owadów z rzędu świerszczokaraczanów i rodziny Megakhosaridae, obejmujący tylko jeden znany gatunek: Pectinokhosara sylvardembioides.
Rodzaj i gatunek opisany został w 2004 roku przez Daniła Aristowa. Opisu dokonano na podstawie pojedynczej skamieniałości, odnalezionej w formacji Koszelewka, w rosyjskiej Czekaradzie i pochodzącej z piętra kunguru w permie.
Był to średniej wielkości owad, mierzący bez głowy 21 mm. Miał tarczę śródplecza w kształcie zaokrąglonego trójkąta. Skrzydła obu par były silnie wydłużone, o prostych przednich krawędziach; przednie skrzydła mierzyły około 26 mm, a tylne około 22 mm. Pole kostalne było szersze od subkostalnego. Prosta żyłka subkostalna kończyła się w połowie długości skrzydła. Regularnie grzebykowany sektor radialny brał początek na końcu nasadowej ⅓ długości skrzydła i miał 6 odgałęzień. Grzebykowana przednia żyłka kubitalna miała 4 odnogi, z których pierwsza odchodziła prawie u jej nasady. Odwłok był wydłużony, jednak złożone skrzydła wykraczały wierzchołkami poza jego szczyt.